# El Playón (ort)
El Playón är en ort i Colombia.   Den ligger i departementet Santander, i den norra delen av landet, 300 km norr om huvudstaden Bogotá. El Playón ligger 439 meter över havet och antalet invånare är 5 334.
Terrängen runt El Playón är kuperad åt sydväst, men åt nordost är den bergig. El Playón ligger nere i en dal. Runt El Playón är det ganska glesbefolkat, med 42 invånare per kvadratkilometer. Det finns inga andra samhällen i närheten. I omgivningarna runt El Playón växer i huvudsak städsegrön lövskog.